# 大國翼星娛樂
大國翼星經紀有限公司（英語：Music Nation Wingman Limited），簡稱「大國翼星娛樂」，是大國文化集團在台灣及中國大陸旗下的一個分部與子廠牌，原名「翼星娛樂」。該公司由台灣組合5566前成員彭康育於2005年所創立，而許慧欣則為該公司的首位簽約藝人。
2014年，該公司與大國大熊星娛樂進行合併、重組，並更名為「台灣大國文化集團」（Music Nation Group Taiwan），繼續在演唱會、文化創意展覽等活動相關項目上結合資源、開發創新。
2018年，量能文創將重新開設經紀部門「量能翼星」。

## 已解約歌手
- 歐陽菲菲
- 信樂團（已加盟擎天娛樂）
- 潘瑋儀
- 張力仁
- 宮尚義（現為量能文創負責人）
- 劉畊宏
- 夏如芝
- 陳韋汝
- 羅文裕
- 廖育緯
- Style
- K ONE
- 許慧欣（已加盟量能文創）
- 許嘉凌（已加盟量能文創）

## 外部連結
- （繁體中文）台灣大國文化的Facebook專頁（原名「大國翼星 Mn Wingman」）
- （繁體中文）台灣公司資料 （页面存档备份，存于）